# Centrodora
Centrodora is een geslacht van vliesvleugeligen uit de familie Aphelinidae. De wetenschappelijke naam van dit geslacht is voor het eerst geldig gepubliceerd in 1878 door Förster.

## Soorten
Het geslacht Centrodora omvat de volgende soorten:
- Centrodora acridiphagus (Otten, 1941)
- Centrodora amoena Förster, 1878
- Centrodora australiensis (Girault, 1913)
- Centrodora azizi Hayat, 1973
- Centrodora bahara Hayat, 2010
- Centrodora bifasciata Hayat, 1988
- Centrodora brevifuniculata Viggiani, 1972
- Centrodora cercopiphagus (Milliron, 1947)
- Centrodora cicadae Silvestri, 1918
- Centrodora citri (De Santis & Sarmiento, 1979)
- Centrodora crocata Annecke & Insley, 1972
- Centrodora damoni (Girault, 1922)
- Centrodora darwini (Girault, 1913)
- Centrodora dorsati Mercet, 1930
- Centrodora flava (Girault, 1911)
- Centrodora fuscipennis (Girault, 1913)
- Centrodora gerundensis Mercet, 1930
- Centrodora ghorpadei Hayat, 1998
- Centrodora giraulti Hayat, 1987
- Centrodora grotiusi (Girault, 1913)
- Centrodora haeckeli (Girault, 1913)
- Centrodora hamira Hayat, 2010
- Centrodora hexatricha Erdös & Novicky, 1953
- Centrodora homopterae (Risbec, 1951)
- Centrodora idioceri Ferrière, 1931
- Centrodora inconspicua (Girault, 1915)
- Centrodora italica Ferrière, 1968
- Centrodora lakma Hayat, 2010
- Centrodora liebermanni Blanchard, 1951
- Centrodora lineascapa Hayat, 1987
- Centrodora livens (Walker, 1851)
- Centrodora locustarum (Giraud, 1863)
- Centrodora mala Hayat, 2010
- Centrodora mandiana Hayat, 2010
- Centrodora maxima (Girault, 1915)
- Centrodora merceti Mercet, 1930
- Centrodora miltoni (Girault, 1915)
- Centrodora mireyae (De Santis, 1981)
- Centrodora ochrura Erdös & Novicky, 1953
- Centrodora oophaga (Girault, 1917)
- Centrodora orchelimumis (Gahan, 1932)
- Centrodora orthopterae (Gahan, 1919)
- Centrodora ossira Hayat, 2010
- Centrodora pathania Hayat, 2010
- Centrodora penthimiae Annecke, 1965
- Centrodora perkinsi (Waterston, 1917)
- Centrodora salicis Erdös, 1961
- Centrodora scolypopae Valentine, 1966
- Centrodora speciosissima (Girault, 1911)
- Centrodora terrigena (Girault, 1932)
- Centrodora tetratricha Hayat, 2010
- Centrodora tibialis (Nees, 1834)
- Centrodora tomaspidis (Howard, 1914)
- Centrodora uttara Hayat, 2010
- Centrodora xiphidii (Perkins, 1906)